# Normannische Eroberung Englands
Die normannische Eroberung Englands im Jahr 1066 begann mit der Invasion des Königreichs England durch Herzog Wilhelm II. der Normandie, die nach der Schlacht bei Hastings zur normannischen Herrschaft über England führte. Herzog Wilhelm II. wurde dadurch mit dem Königstitel Wilhelm I. zum Herrscher des Königreichs England. Er bekam den Beinamen William the Conqueror (deutsch Wilhelm der Eroberer). 
Die Eroberung ist ein wesentlicher Meilenstein in der Geschichte Englands, da sie 
- England stärker an das kontinentale Europa heranführte,
- den skandinavischen Einfluss auf der Insel zurückdrängte,
- die Bühne für den englisch-französischen Konflikt bereitete, der bis ins 19. Jahrhundert hinein andauern sollte,
- die Grundlagen für eine der mächtigsten Monarchien Europas schuf,
- den Beginn der Entwicklung des Common Law darstellt,
- das höchstentwickelte Verwaltungssystem Westeuropas vorbereitete sowie
- die englische Sprache und Kultur grundlegend veränderte.

Die normannische Eroberung Englands war die letzte erfolgreiche Invasion der Insel.

## Quellen

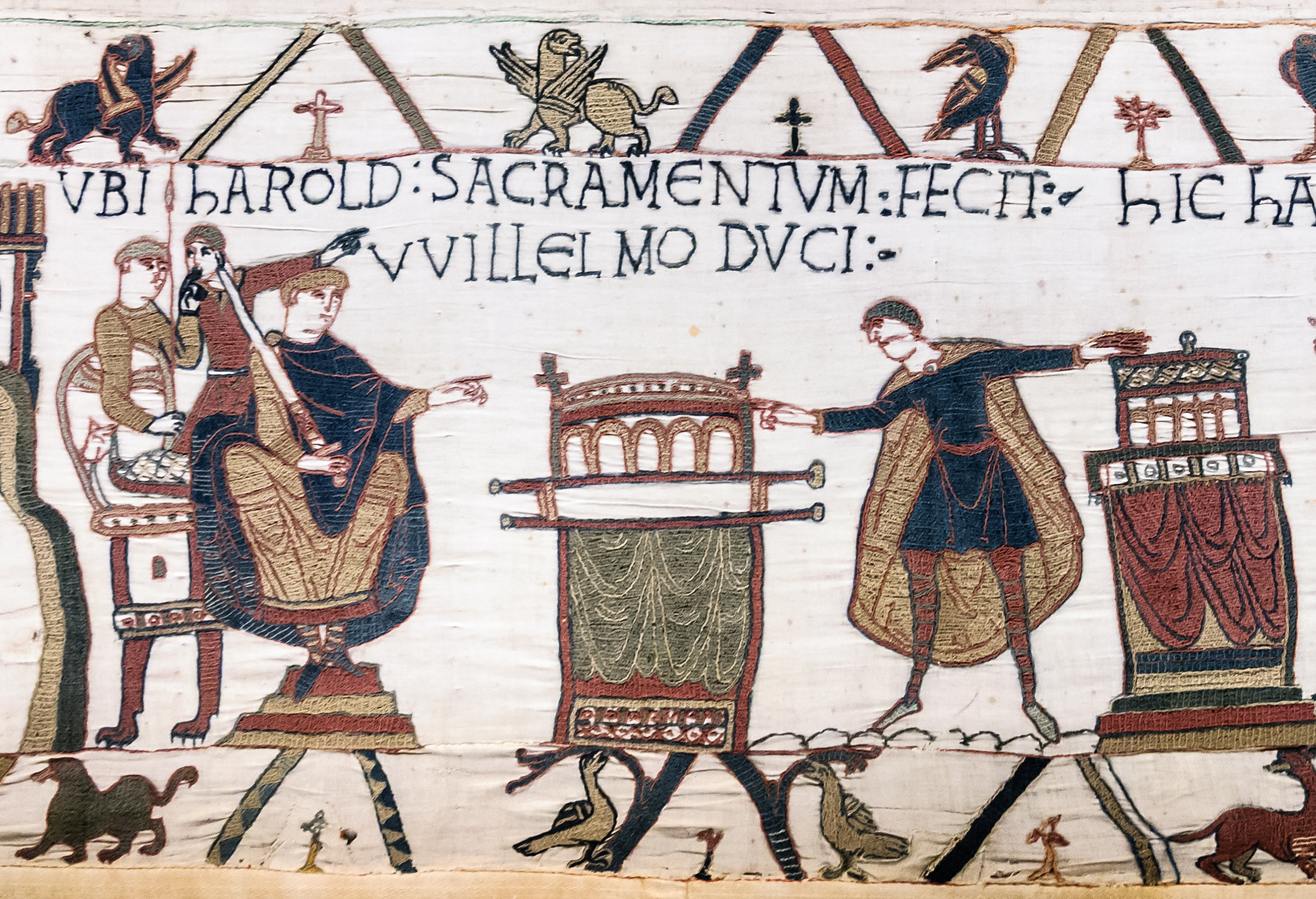
Harold Godwinson schwört Wilhelm den Treueeid. Ausschnitt des Teppichs von Bayeux, gefertigt wahrscheinlich in Südengland, 2. Hälfte 11. Jahrhundert

## Vorgeschichte
Die Normandie ist eine Landschaft in Nordwestfrankreich, die in den 155 Jahren vor 1066 in großem Umfang durch Wikinger besiedelt worden war. Im Jahr 911 hatte der westfränkische König Karl der Einfältige einer Gruppe unter ihrem Anführer Jarl Rollo erlaubt, sich in Nordfrankreich in der Absicht niederzulassen, die Verwüstungen des Landesinneren zu beenden und die Küste vor weiteren Überfällen zu schützen. Der Gedanke erwies sich als richtig, aus den Wikingern der Region wurden die Normannen (Nordmänner), aus dem Landstrich die Normandie. Die Normannen übernahmen die Kultur der einheimischen Bevölkerung und ließen sich taufen; sie heirateten in die Bevölkerung ein und übernahmen die Langues d’oïl des Landes, die sie mit altnordischen Elementen mischten, wodurch die normannische Sprache entstand. Das ihnen überlassene Gebiet erweiterten sie nach Westen durch Annexion des Bessin, des Cotentin und der Kanalinseln.
In England hingegen nahmen die Wikingerüberfälle in dieser Zeit zu. Im Jahr 991 willigte der angelsächsische König Aethelred II. in die Ehe mit Emma ein, der Tochter des Herzogs Richard I., um mittels dynastischer Verbindungen Unterstützung im Kampf gegen die Eindringlinge zu erhalten. Die Angriffe der Wikinger wurden jedoch so stark, dass Aethelred 1013 in die Normandie fliehen musste, wo die angelsächsischen Könige dann die nächsten 30 Jahre verbrachten.
Als Aethelreds und Emmas Sohn, der angelsächsische König Eduard der Bekenner, am 5. Januar 1066 kinderlos starb und somit kein direkter Thronerbe vorhanden war, entstand ein Machtvakuum. Insgesamt fünf prominente Bewerber um den englischen Thron traten auf:
- Der erste war Harald III. von Norwegen (Harald Hardråde), der seine Ansprüche als Nachfolger Knuts des Großen erhob, welcher als anglo-skandinavischer König England von 1016 bis 1035 regiert hatte.
- Der zweite war Herzog Wilhelm II. der Normandie, der sich auf seine Blutsverwandtschaft mit Aethelred berief. Auch soll Eduard ihm der Angelsächsischen Chronik zufolge 1051 bei einem Besuch Wilhelms in England die Anwartschaft auf den englischen Thron versprochen haben, was jedoch angesichts der Tatsache, dass sich Wilhelm in dieser Zeit in einer kriegerischen Auseinandersetzung mit Gottfried II. aus dem Haus Anjou befand, als eher unwahrscheinlich gelten kann.
- Der dritte Anwärter war der angelsächsische Earl Harald Godwinson von Wessex, der Schwager des verstorbenen Königs. Nach dessen Tod wurde er auf traditionelle Weise vom angelsächsischen Witan zum König gewählt, wodurch eine Auseinandersetzung zwischen den drei Bewerbern unvermeidlich geworden war.
- Und auch sein Bruder, Toste Godwinson, erhob Anspruch auf den englischen Thron und suchte daher vergeblich zunächst Unterstützung bei König Sven Estridsson von Dänemark. Anschließend fuhr er weiter nach Norwegen, wo er Harald Hardråde für eine gemeinsame Invasion in England gewinnen konnte.
- Ein oft vergessener, weiterer Thronanwärter war Edgar Etheling, ein Großneffe Eduards des Bekenners, Enkel von König Edmund Ironside und Sohn Eduard Ethelings. Nach der Rückkehr seines Vaters und dessen Tod 1057 wurde er von Eduard dem Bekenner als Thronfolger benannt, daher der Namenszusatz Ætheling oder angelsächsisch Æþeling, die damalige Bezeichnung für den potenziellen Thronerben. Jedoch war Edgar im Jahr 1066 erst ca. 14 Jahre alt, so dass sein Anspruch vom Witan übergangen wurde.

## Eroberung Englands
König Harald III. von Norwegen fiel im September 1066 in Nordengland ein. Harald Godwinson hatte nur wenig Zeit, seine Armee aufzustellen. Mit ihr marschierte er von London aus nach Norden, überraschte die Skandinavier am 25. September etwa zwölf Kilometer östlich von York und besiegte sie in der Schlacht von Stamford Bridge. Harald Godwinsons Sieg war fast vollkommen: Harald III. und auch sein mit ihm verbündeter Bruder Toste fielen, die Norweger wurden endgültig aus England vertrieben. Getrübt war der Erfolg jedoch dadurch, dass die angelsächsische Armee geschwächt aus dem Kampf hervorging.
In der Zwischenzeit hatte Wilhelm eine Flotte von 600 Schiffen und 7000 Soldaten zusammengestellt – wesentlich mehr, als Wilhelm alleine aus der Normandie rekrutieren konnte: Seine Männer kamen aus allen Gegenden Nordfrankreichs, aber auch aus der Gegend der heutigen Niederlande und des heutigen Deutschland. Viele seiner Soldaten waren nachgeborene Söhne, die nach dem Recht der Primogenitur keine Aussicht auf ein Erbe hatten, mit dem sie ihren Lebensunterhalt sichern konnten. Wilhelm versprach ihnen Land und Titel aus seinen Eroberungen, falls sie Pferd, Waffen und Rüstung selbst stellten.
Nachdem er durch schlechtes Wetter und ungünstigen Wind einige Wochen aufgehalten worden war, erreichte er die englische Südküste bei Pevensey in Sussex am 28. September 1066, gerade drei Tage nach Harald Godwinsons Sieg über die Norweger – eine Verzögerung, die für Wilhelm entscheidend werden sollte: Wäre er im August gelandet, wie ursprünglich geplant, hätte er sich einer ausgeruhten und zahlenmäßig überlegenen angelsächsischen Armee gegenübergesehen.
Wilhelm begann sofort mit der Verwüstung des Landes. Harald nötigte seiner Armee einen zweiten Gewaltmarsch auf und machte auch keinen Halt in London, um seinen Männern eine Pause zu gönnen und das Eintreffen von Verstärkungen abzuwarten.
Die Entscheidungsschlacht, die Schlacht bei Hastings, fand am 14. Oktober statt. Die Kämpfe blieben lange unentschieden, bis Harald II. (Godwinson) am Abend einem normannischen Reiterangriff zum Opfer fiel. Die angelsächsischen Truppen flohen daraufhin vom Schlachtfeld und Wilhelm war nun der einzige Bewerber um die Krone Englands.
Nach seinem Sieg bei Hastings marschierte Wilhelm durch Kent Richtung London, wo er in Southwark auf erbitterten Widerstand traf. Er zog weiter über die Stane Street, eine der alten Römerstraßen, um sich auf dem Pilgrims’ Way bei Dorking (Surrey) mit einer weiteren normannischen Armee zu vereinigen.
Das vereinigte Heer umging die Stadt London, zog das Themse-Tal hinauf bis zur befestigten angelsächsischen Stadt Wallingford (Oxfordshire), deren Befehlshaber Wigod bereits auf Wilhelms Seite stand, und der seine Tochter mit Robert D’Oyley von Lisieux aus Wilhelms engster Umgebung verheiratete. Hier nahm er dann auch die Unterwerfung von Stigand, dem Erzbischof von Canterbury entgegen. Wilhelm zog anschließend entlang der Chiltern Hills nach Nordosten weiter nach Berkhamstead in Hertfordshire, wo er die Unterwerfung Londons abwartete und auch die Huldigung der verbliebenen angelsächsischen Adligen entgegennahm. Etwa Ende Oktober wurde er zum König proklamiert und am 25. Dezember 1066 in der Westminster Abbey gekrönt.
Während der Süden Englands sich schnell der normannischen Herrschaft fügte, hielt sich vor allem im Norden der Widerstand noch sechs Jahre, bis 1072, als Wilhelm nordwärts zog und auf seinem Weg normannische Herren einsetzte. Andererseits schloss er aber auch, und das vor allem in Yorkshire, Vereinbarungen mit den örtlichen angelsächsischen Machthabern, die ihr Land unter der Oberhoheit normannischer Lords behielten, die wiederum lediglich aus der Ferne regierten, wodurch er langwierige Auseinandersetzungen vermeiden konnte. Zur Sicherung der Grenze zu den walisischen Fürstentümern ernannte Wilhelm seinen Vertrauten William FitzOsbern 1067 zum Earl of Hereford. FitzOsbern verteidigte die Grenze offensiv und begann im selben Jahr mit der Eroberung von Wales, die jedoch erst über 200 Jahre später abgeschlossen werden konnte. 
Hereward the Wake führte 1070 in den Fens einen Aufstand, bei dem Peterborough geplündert wurde. Harald Godwinsons Söhne versuchten einen Einfall in den Südwesten Englands. Aufstände gab es auch in den Welsh Marches an der Grenze zwischen England und Wales und in Stafford. Am gefährlichsten waren jedoch die Versuche der Dänen und Schotten, das Land zu besetzen. Wilhelms Siege über diese Versuche führten zur Verwüstung Northumbrias, um dem Gegner die Versorgung unmöglich zu machen, ein Vorgang, der in die Geschichte Englands als The Harrying of the North, die Plünderung des Nordens einging.

## Herrschaft über England
Nachdem England erobert worden war, sahen sich die Normannen einer Reihe von Herausforderungen gegenüber, um die Herrschaft auch zu sichern. Die anglonormannisch sprechende neue Oberschicht war der englischen Bevölkerung an Zahl bei weitem unterlegen, ihre Zahl wurde von Alfred Leslie Rowse 1979 auf etwa 5000 Personen geschätzt.
Die angelsächsischen Herren waren an eine völlige Unabhängigkeit von der Zentralregierung gewöhnt, während die Normannen ein zentralisiertes System hatten, an dem die Angelsachsen sich störten.
Revolten unter Führung von Verwandten Haralds oder enttäuschten angelsächsischen Adligen brachen aus, denen Wilhelm auf unterschiedliche Weise entgegentrat. Die normannischen Herren bauten eine Vielzahl von Motten und Burgen, um Volksaufständen oder den jetzt seltenen Wikingerüberfällen vorzubeugen und die nahen Städte oder die Umgebung zu dominieren. Jedem angelsächsischen Adligen, der die Legitimität von Wilhelms Thronbesteigung anzweifelte oder in eine der Revolten verwickelt war, wurden Land und Titel entzogen und an Normannen weitergegeben. Wenn ein angelsächsischer Adliger ohne Nachkommen starb, wurde ein Normanne sein Nachfolger. 
Den normannischen Adel als Gruppe zusammenzuhalten, war umso wichtiger, als jede Störung der angelsächsisch sprechenden Bevölkerung Gelegenheit geben konnte, die normannisch sprechende herrschende Minderheit zu spalten und vielleicht auch wieder loszuwerden. Dieser Gefahr trat Wilhelm dadurch entgegen, dass er Land nur in kleinen Stücken abgab, so dass jeder normannische Adlige typischerweise Eigentum über das ganze Land verstreut, in England sowohl als auch in der Normandie, hatte, wodurch, sollte der Adlige versuchen, sich von seinem König zu lösen, er lediglich einen kleinen Teil seines Besitzes verteidigen konnte – die Versuchung, zu rebellieren, war dadurch stark reduziert, die Loyalität zum König wesentlich höher.
Andererseits erleichterte diese Politik Kontakte innerhalb des Adels über das gesamte Königreich hinweg und führte dazu, dass dieser sich wie eine soziale Klasse organisierte und handelte, anders als in den übrigen Feudalstaaten, in denen mehr die regionale Basis ausschlaggebend war. Des Weiteren ermutigte die Existenz einer stark zentralistischen Monarchie den Adel dazu, sich mit dem städtischen Bürgertum zu verbünden, was die Entwicklung des englischen Parlaments und somit den Aufstieg des englischen Parlamentarismus beeinflusste.

## Wirkung
Die normannische Eroberung Englands hatte nicht nur Auswirkungen auf der Insel, sondern in ganz Europa. 
Eine der offensichtlichsten Änderungen war die Einführung der lateinisch geprägten anglonormannischen Sprache als Sprache der herrschenden Klasse in England, die die westgermanisch geprägte angelsächsische Sprache ablöste. Anglonormannisch behielt seinen Status als Führungssprache nahezu 300 Jahre lang und hatte einen signifikanten Einfluss auf den Wortschatz des modernen Englisch, ohne aber den westgermanischen Satzbau wesentlich zu verändern.
Eine weitere Konsequenz der Invasion war das fast völlige Verschwinden der angelsächsischen Aristokratie und des angelsächsischen Einflusses auf die Kirche in England (bereits im Jahr 1070 ersetzte Wilhelm den bisherigen Erzbischof von Canterbury, Stigand, durch den italienischstämmigen Lanfrank von Bec). Die normannische Landpolitik führte dazu, dass im Domesday Book aus dem Jahr 1086 nur noch zwei angelsächsische Grundeigentümer verzeichnet sind. 1096 wurden alle Diözesen von Normannen gehalten.
Keine andere mittelalterliche Eroberung hatte derart katastrophale Konsequenzen für die unterlegene frühere Herrscherschicht. Wilhelms Ansehen unter seinen Gefolgsleuten kannte fast keine Grenzen mehr, da er in der Lage war, ihnen große Ländereien zu überlassen, ohne selbst dafür die Kosten tragen zu müssen. Seine Verleihungen steigerten darüber hinaus seine Machtposition im Land, da jede Land- oder Titelvergabe den neuen Herrn verpflichtete, eine Burg zu bauen und die Einwohner zu unterwerfen. Dadurch verstetigte sich die Eroberung ohne weiteres Zutun des Königs.

### Verwaltungssysteme
Die Angelsachsen hatten vor der Ankunft der Normannen eine der fortgeschrittensten Verwaltungen Westeuropas aufgebaut. England war in administrative Einheiten, Shires, aufgeteilt, die in etwa gleich groß waren und von jeweils einer Person regiert wurden. Offiziell wurden sie als shire reeve bezeichnet (daher der Begriff Sheriff). Die Shires waren weitgehend autonom, ohne wirksame zentrale Steuerung. Auch arbeiteten sie wesentlich mehr schriftlich als damals in Westeuropa üblich, waren also weniger auf die mündliche Weitergabe von Informationen angewiesen.
Darüber hinaus etablierten sie eine dauerhafte Präsenz der Verwaltung vor Ort – die meisten mittelalterlichen Regierungen waren ständig unterwegs und hielten Hof im Wesentlichen in Abhängigkeit vom Wetter, von den Verpflegungsmöglichkeiten und ähnlichem. Diese Praxis beschränkte die Möglichkeiten der Verwaltung auf das, was auf Pferd und Wagen geladen werden konnte, Staatsschatz und Staatsarchiv eingeschlossen. Die Angelsachsen hatten ihren Staatsschatz dauerhaft in Winchester in Hampshire, von wo aus ein ständiger Regierungsapparat sich zu entwickeln begann.
Die Normannen übernahmen diese Verwaltungsform und bauten sie aus. Sie zentralisierten das autonome System der Shires. Das Domesday Book ist ein Beispiel für die schriftliche Dokumentation, die die normannische Assimilation der eroberten Gebiete durch einen zentralen Zensus ermöglichte. Es war der erste reichsweit vorgenommene Zensus in Europa seit dem Römischen Reich und verbesserte deutlich die Besteuerungsmöglichkeiten im neuen Machtbereich der Normannen.

### Anglonormannische Beziehungen zu Frankreich

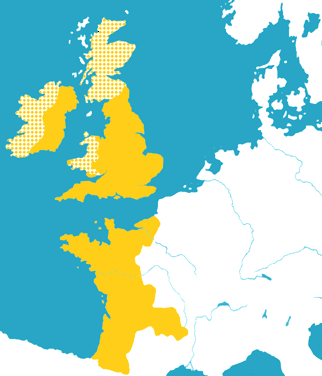
Größte Ausdehnung des angevinischen Reichs (Besitzungen durchgehend eingefärbt, Gebiete mit angevinischer Vorherrschaft kariert)

Die politischen Beziehungen zwischen den Anglonormannen und Frankreich wurden nach der Invasion schwierig und teilweise sogar feindselig. Die Normannen behielten die Macht in der Normandie, wo sie weiterhin Vasallen des französischen Königs waren. Gleichzeitig war ihr Herrscher ihm als englischer König gleichgestellt. Einerseits schuldeten sie dem König von Frankreich die Lehenstreue, andererseits nicht, da der König von England Pair oder Peer des Königs von Frankreich war. In den 1150er Jahren, nach der Schaffung des Angevinischen Reichs, kontrollierten sie halb Frankreich und ganz England, und waren dennoch rechtlich gesehen französische Vasallen. Zur Krise kam es 1204, als der französische König Philipp II. August den gesamten englischen Besitz in Frankreich mit Ausnahme lediglich der Gascogne besetzte. Dies führte später zum Hundertjährigen Krieg, als die englischen Könige versuchten, ihren Besitz in Frankreich zurückzuerlangen.

### Kulturelle Entwicklung in England
Manche Historiker sind der Auffassung, dass England durch die Invasion kulturell und wirtschaftlich für fast 150 Jahre ins Abseits geriet. Nur wenige Könige residierten tatsächlich längere Zeit in England, sie zogen es vor, in den Städten der Normandie zu sein, zum Beispiel in Rouen, und sich auf die wirtschaftlich bedeutenderen französischen Besitzungen zu konzentrieren. Tatsächlich verließ Wilhelm kaum vier Monate nach Hastings das Land, übergab die Regierung seinem Schwager und kehrte in die Normandie zurück – das Land blieb ein unwichtiger Anhang der Normandie und später des Angevinischen Reichs Heinrichs II. und nicht umgekehrt.
Anderen Autoren zufolge haben die normannischen König-Herzöge ihre kontinentalen Territorien vernachlässigt, wo sie theoretisch dem französischen König lehnspflichtig waren, um lieber ihre Macht in England zu konsolidieren. Die Ressourcen strömten in bevorzugter Weise in den Bau von Kathedralen, Burgen und in die Verwaltung anstatt in die Verteidigung der Normandie. So wurde die Energie zersplittert, der lokale Adel gestärkt und die normannische Kontrolle der Grenzen geschwächt, während die Macht des französischen Königs in der gleichen Zeit wuchs.

## Hinterlassenschaft
Das Ausmaß, in dem die Eroberer ethnisch von der Bevölkerung getrennt blieben, unterschied sich regional und entlang der Klassengrenzen. Erst im 12. Jahrhundert wurde von ehelichen Verbindungen in spürbarer Zahl zwischen Angelsachsen und Normannen berichtet. Über die Jahrhunderte hinweg, vor allem nach 1348, als der Schwarze Tod den englischen Adel deutlich dezimierte, vermischten sich die Gruppen jedoch derart, dass sie kaum noch unterscheidbar waren.
Die normannische Eroberung war die letzte erfolgreiche Invasion Englands, auch wenn einige Historiker die Glorious Revolution von 1688 ebenso als Invasion ansehen. Der letzte wirkliche Versuch war der der Spanischen Armada von 1588, die von der englischen Flotte und dem stürmischen Wetter geschlagen wurde. Napoléon Bonaparte und Adolf Hitler bereiteten Invasionen Großbritanniens vor, wobei die Pläne jedoch nicht in die Tat umgesetzt wurden (siehe: Unternehmen Seelöwe). Andererseits waren einige kleinere militärische Operationen innerhalb ihres begrenzten Rahmens durchaus erfolgreich, wie die kleine spanische Aktion gegen Cornwall 1595, die Raubzüge arabischer Sklavenhändler ebenfalls in Cornwall im 17. und 18. Jahrhundert, der Überfall im Medway 1667 im Zweiten Englisch-Niederländischen Krieg, sowie der amerikanische Überfall auf Whitehaven 1778 während des Amerikanischen Unabhängigkeitskriegs.